# بقية سنانية
بقية سنانية أو زهرة البق السنانية (الاسم العلمي: Coreopsis lanceolata) هو نوع نباتي يتبع جنس البقية من فصيلة النجمية.